# Geistthal-Södingberg
Geistthal-Södingberg ist seit Jahresbeginn 2015 eine Gemeinde im Bezirk Voitsberg in der Steiermark. Die Gemeinde Geistthal-Södingberg entstand im Rahmen der Gemeindestrukturreform in der Steiermark aus den mit Ende 2014 aufgelösten Gemeinden Geistthal und Södingberg.

## Geografie
Das Gemeindegebiet umfasst das obere Tal des Södingbaches. Der tiefste Punkt im Süden liegt rund 400 Meter über dem Meer. Der höchste Punkt ist der Walzkogel im Norden mit 1456 Meter. Die Gemeinde ist über fünfzig Quadratkilometer groß, davon sind mehr als sechzig Prozent bewaldet, ein Drittel wird landwirtschaftlich genutzt.

### Gemeindegliederung
Das Gemeindegebiet umfasst 52,45 km², besteht aus fünf Katastralgemeinden (Fläche Stand 31. Dezember 2023) und gliedert sich in fünf gleichnamige Ortschaften (Einwohnerzahl Stand 1. Jänner 2024):
- Eggartsberg (711,73 ha; 265 Ew.)
- Geistthal (951,65 ha; 219 Ew.)
- Kleinalpe (1.120,43 ha; 97 Ew.)
- Södingberg (1.606,55 ha; 759 Ew.)
- Sonnleiten (852,04 ha; 109 Ew.)

### Nachbargemeinden
Die Gemeinde Geistthal-Södingberg ist von sechs Nachbargemeinden umgeben, drei davon liegen im Bezirk Graz-Umgebung (GU).
|                       | Übelbach (GU)                               |                          |
| Kainach bei Voitsberg | Kompassrose, die auf Nachbargemeinden zeigt | Gratwein-Straßengel (GU) |
| Bärnbach              | Stallhofen                                  | Stiwoll (GU)             |

## Geschichte
Funde zeigen, dass das Södingtal bereits in der Bronzezeit besiedelt war. Bei Ausgrabungen um die Jahrtausendwende wurden Überreste einer Flachlandsiedlung aus der Latènezeit gefunden. Die Siedlung bestand aus Holzhäusern und war von einer doppelten Kreisgrabenanlage umgeben. Aus dieser Zeit wurden Gefäßkeramik, ein Glasarmring und Münzen geborgen. In der Zeit der Römischen Besatzung wurde an der gleichen Stelle eine Villa rustica gebaut, was auf eine intensive landwirtschaftliche Nutzung schließen lässt. Im Mauerwerk der Kirche von Geistthal finden sich auch römerzeitlichen Familiengrabsteine mit Porträtdarstellungen.

### Historische Landkarten

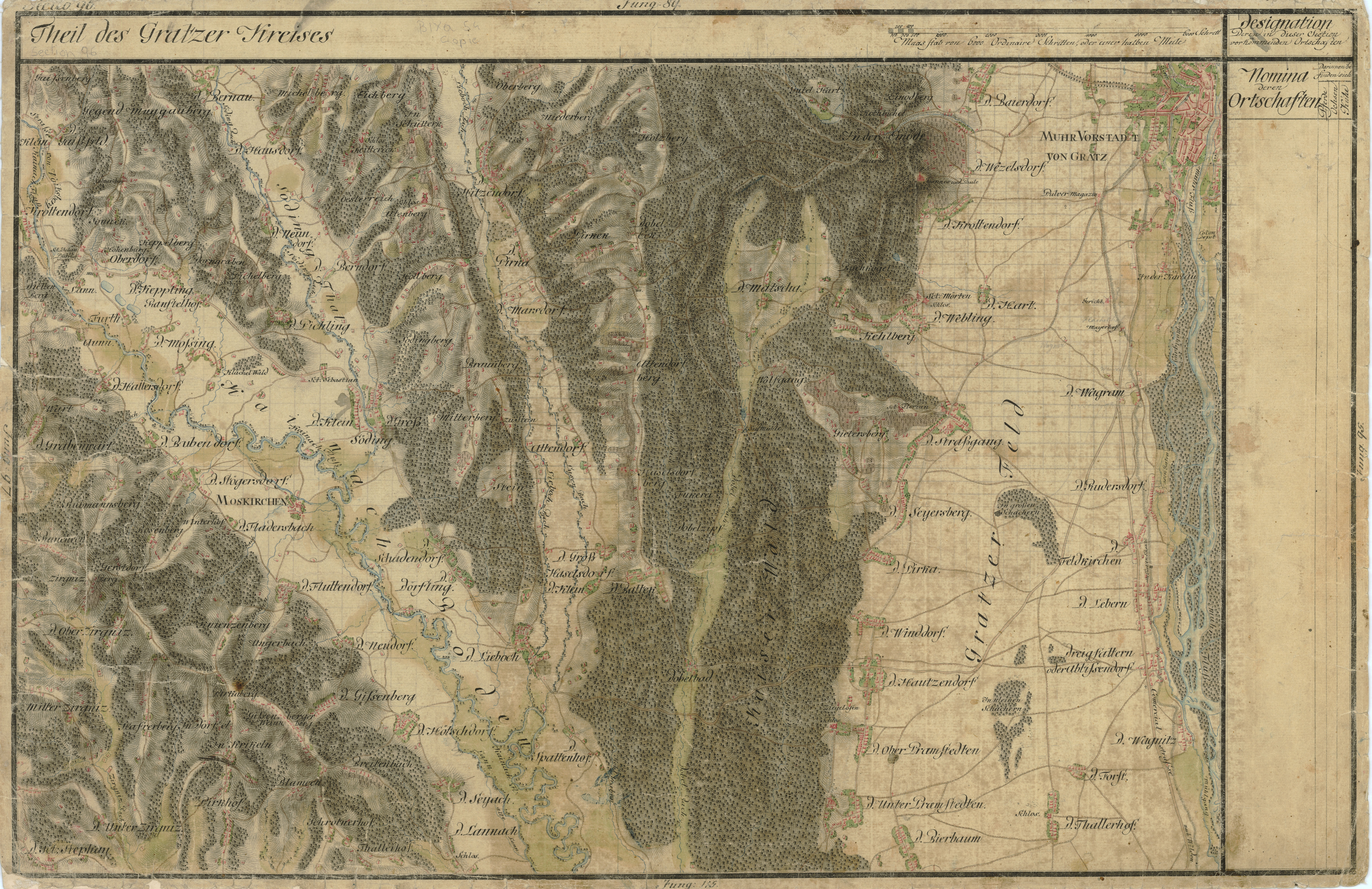
Södingberg in der Josephinischen Landesaufnahme um 1790
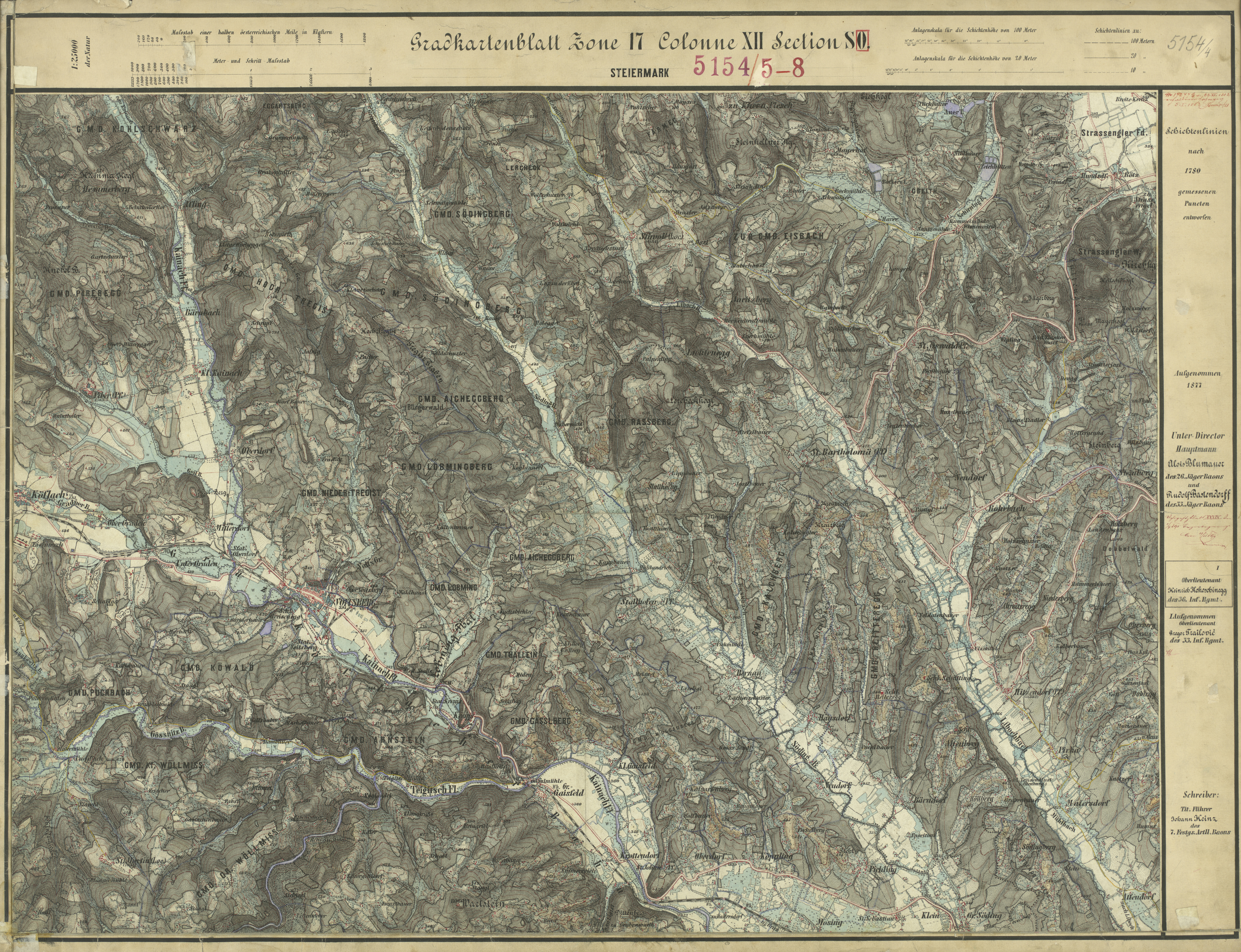
Södingberg am Nordrand des Kainachtals, Aufnahmeblatt der Landesaufnahme um 1878

### Bevölkerungsentwicklung

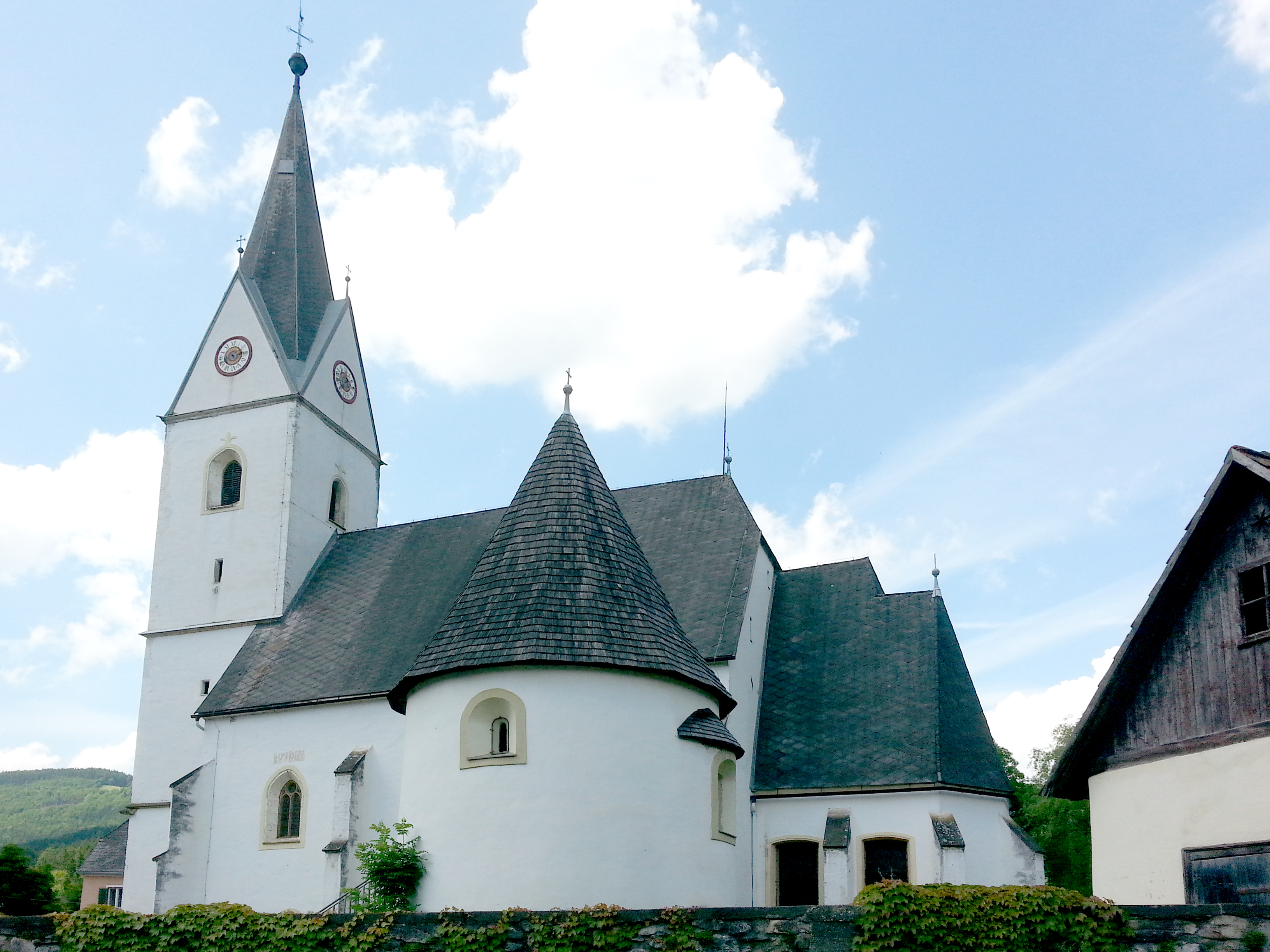
Pfarrkirche Geistthal mit Karner

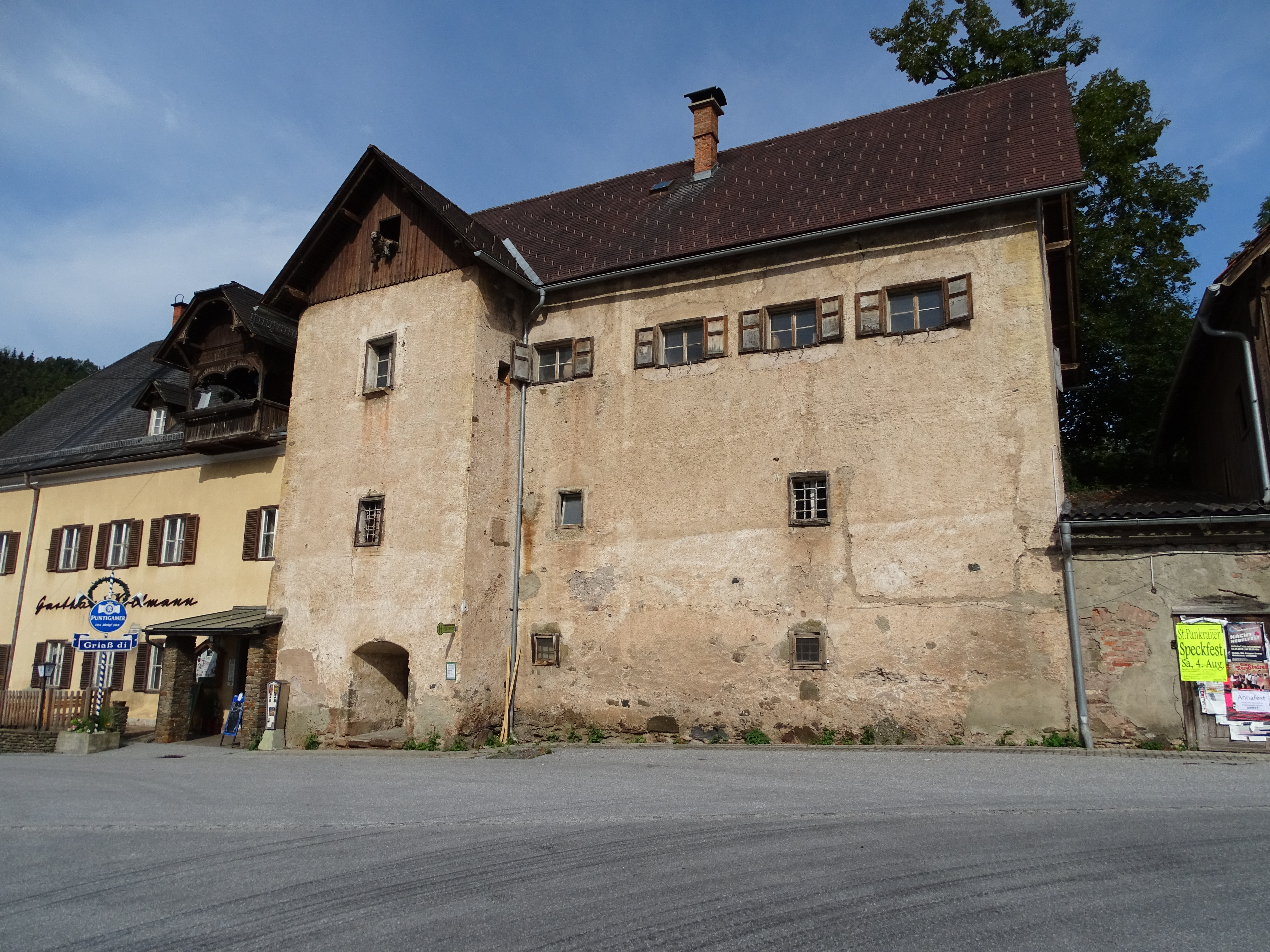
Buchhaus Geistthal

| Geistthal-Södingberg: Einwohnerzahlen von 1869 bis 2024 | Geistthal-Södingberg: Einwohnerzahlen von 1869 bis 2024 | Geistthal-Södingberg: Einwohnerzahlen von 1869 bis 2024 | Geistthal-Södingberg: Einwohnerzahlen von 1869 bis 2024 | Geistthal-Södingberg: Einwohnerzahlen von 1869 bis 2024 |
| ------------------------------------------------------- | ------------------------------------------------------- | ------------------------------------------------------- | ------------------------------------------------------- | ------------------------------------------------------- |
| Jahr                                                    |                                                         |                                                         |                                                         | Einwohner                                               |
| 1869                                                    | 1869                                                    |                                                         | 2.327                                                   | 2.327                                                   |
| 1880                                                    | 1880                                                    |                                                         | 2.181                                                   | 2.181                                                   |
| 1890                                                    | 1890                                                    |                                                         | 2.138                                                   | 2.138                                                   |
| 1900                                                    | 1900                                                    |                                                         | 2.090                                                   | 2.090                                                   |
| 1910                                                    | 1910                                                    |                                                         | 2.066                                                   | 2.066                                                   |
| 1923                                                    | 1923                                                    |                                                         | 2.001                                                   | 2.001                                                   |
| 1934                                                    | 1934                                                    |                                                         | 2.151                                                   | 2.151                                                   |
| 1939                                                    | 1939                                                    |                                                         | 2.111                                                   | 2.111                                                   |
| 1951                                                    | 1951                                                    |                                                         | 1.958                                                   | 1.958                                                   |
| 1961                                                    | 1961                                                    |                                                         | 1.764                                                   | 1.764                                                   |
| 1971                                                    | 1971                                                    |                                                         | 1.704                                                   | 1.704                                                   |
| 1981                                                    | 1981                                                    |                                                         | 1.742                                                   | 1.742                                                   |
| 1991                                                    | 1991                                                    |                                                         | 1.761                                                   | 1.761                                                   |
| 2001                                                    | 2001                                                    |                                                         | 1.811                                                   | 1.811                                                   |
| 2011                                                    | 2011                                                    |                                                         | 1.675                                                   | 1.675                                                   |
| 2021                                                    | 2021                                                    |                                                         | 1.494                                                   | 1.494                                                   |
| 2024                                                    | 2024                                                    |                                                         | 1.449                                                   | 1.449                                                   |
| Quelle(n): Statistik Austria, Gebietsstand 1.1.2021     |                                                         |                                                         |                                                         |                                                         |

## Kultur und Sehenswürdigkeiten

### Bauwerke
- Pfarrkirche Geistthal
- Buchhaus Geistthal
- Frauenbrunnen

### Museum
- Kelten- und Römermuseum
- Villa Rustica bei Södingberg

## Wirtschaft und Infrastruktur

### Wirtschaftssektoren
Geistthal-Södingberg ist eine landwirtschaftlich geprägte Gemeinde. Von den 44 Erwerbstätigen des Produktionssektors waren 26 im Baugewerbe tätig. Die größten Arbeitgeber im Dienstleistungssektor waren die Bereiche soziale und öffentliche Dienste und der Handel (Stand 2012).
| Wirtschaftssektor            | Anzahl Betriebe | Anzahl Betriebe | Anzahl Betriebe | Erwerbstätige | Erwerbstätige | Erwerbstätige |
| Wirtschaftssektor            | 2021            | 2011            | 2001            | 2021          | 2011          | 2001          |
| ---------------------------- | --------------- | --------------- | --------------- | ------------- | ------------- | ------------- |
| Land- und Forstwirtschaft 1) | 95              | 196             | 221             | 110           | 125           | 130           |
| Produktion                   | 18              | 15              | 12              | 42            | 44            | 36            |
| Dienstleistung               | 41              | 52              | 38              | 105           | 87            | 87            |

1) Betriebe mit Fläche in den Jahren 2010 und 1999, Arbeitsstätten im Jahr 2021
| Von den 875 ansässigen Erwerbstätigen arbeiteten rund 200 in der Gemeinde, mehr als zwei Drittel pendelten aus (Stand 2011). In der Gemeinde befinden sich zwei Kindergärten, zwei Volksschulen und eine Zweigstelle der Musikschule Voitsberg. | Hier fehlt eine Grafik, die leider im Moment aus technischen Gründen nicht angezeigt werden kann. Wir arbeiten daran! |

## Politik

### Gemeinderat
Der Gemeinderat hat 15 Mitglieder. Seit den Gemeinderatswahlen in der Steiermark 2020 hat der Gemeinderat folgende Verteilung:
| Partei                           | 2020             | 2020             | 2015  | 2015 | 2010             | 2010             |
| Partei                           | Prozent          | Mandate          | %     | M.   | %                | M.               |
| -------------------------------- | ---------------- | ---------------- | ----- | ---- | ---------------- | ---------------- |
| ÖVP                              | 76,67            | 13               | 40,51 | 7    | 36,39            |                  |
| SPÖ                              | 17,63            | 2                | 33,53 | 5    | 61,87            |                  |
| FPÖ                              | 5,70             | 0                | 6,89  | 1    | nicht kandidiert | nicht kandidiert |
| KPÖ                              | nicht kandidiert | nicht kandidiert | 1,96  | 0    | nicht kandidiert | nicht kandidiert |
| Bürgerliste Geistthal-Södingberg | nicht kandidiert | nicht kandidiert | 17,11 | 2    | nicht kandidiert | nicht kandidiert |
| BZÖ                              | nicht kandidiert | nicht kandidiert | 1,75  |      |                  |                  |

### Bürgermeister
- ab 2015 Johann Hiden (ÖVP), mit Jahresende 2018 zurückgetreten[16]
- 2019 Andreas Läßer als Vizebürgermeister interimistisch
- seit Jänner 2019 Klaudia Stroißnig[17][18]

## Persönlichkeiten

### Söhne und Töchter der Gemeinde
- Franz Weiss (1921–2014), Maler und Bildhauer

### Mit der Gemeinde verbundene Persönlichkeiten
- Franz Huber (1857–1953), Politiker der CS und Gutsbesitzer